# محمد بن عبدالله نفس زکیه
محمد بن عبد الله بن الحسن بن الحسن بن علی (۱۰۰-۱۴۵ق) (۷۶۲-۷۱۷م) نتیجه  حسن مجتبی، ملقب به النفس الزکیه (روح خالص) و از امامان شیعه محمدیه (یکی از فرقه های امامیه) بود. 
وی به کثرت زهد و عبادت و فقه و دانایی معروف بود. او نامزد جمعی از بنی‌هاشم برای خلافت پس از امویان بود ولی با پیشی‌گرفتن بنی‌عباس به چنین مقامی نرسید. با آغاز حکومت عباسیان، حمایت عمومی در میان مردم و حتی دانشمندان و اهل حدیث برای او به وجود آمد. وی در سال ۱۴۵ هـ. ق قیام کرد و با دویست و پنجاه نفر وارد مدینه شد  مردم به فتوای مالک بن انس با وی بیعت کردند. دعوت به صلح  منصور را نپذیرفت، و با عده‌ ای از یارانش که بر بیعت خود پایدار ماندند به نبرد عیسی بن موسی فرمانده سپاه خلیفه رفت، شکست خورد و مقتول شد. مدفن او در بقیع است. 
فرزندانش شش تن پسر و پنج تن دختر بودند: عبدالله اشتر علوی ، علی، طاهر، ابراهیم، حسن، یحیی، فاطمه، زینب، ام کلثوم، ام‌سلمه، ام سلمه (دیگر). طاهر و حسین و یحیی بلاعقب از دنیا رفتند.
دسته‌ای از شیعیان او که کشته شدن او را قبول داشتند، محمد بن قاسم از نوادگاه حسین بن علی امام سوم شیعه را به امامت برگزیدند. محمد بن قاسم در طالقان سکنی داشت، و سرانجام دستگیر شد و در زندان معتصم عباسی درگذشت. هرچند عده‌ای از پیروان او در دیلمان ظهور مجدد او را نیز پس از مرگش انتظار می‌کشیدند.بزرگی نفس زکیه همان نفس پاکش است و به همین دلیل هم به قتل می رسد و کشته می شود و چه مرگی بهتر از این مرگ وجود دارد پس نتیجه می گیریم که نفس زکیه انسان بزرگی است.

## قیام نفس زکیه
پس از مرگ ولید بن یزید، پدر محمد خویشاوندان و یاران خود را در مراسم حج به سوی پسرش دعوت کرد و در ابواء گروهی از بنی هاشم و بنی عباس را فراخواند، تا با محمد بیعت کنند. نفوذ عبدالله بن حسن در میان بنی هاشم موقعیت فرزندش را تحکیم کرد و در  این جلسه برخی از بنی عباس به ویژه منصور و دو برادرش ابراهیم و ابوالعباس حضور داشتند، و با نفس زکیه بیعت نمودند؛ چرا که در جوانی پیرو معتزلیان و از اصحاب عمرو بن عبید بود.در این جلسه جعفر بن محمد به شدت مخالفت کرد و فرمود: چنین نیست، بلکه نه این مرد و برادران و فرزندانشان به خلافت میرسند نه شما. سپس دست خود را به پشت ابوالعباس زد و گفت: به خدا منصب خلافت به تو و فرزندانت نخواهد رسید؛بلکه این منصب به آنان میرسد، و پسران تو مقتول خواهند شد. 
جعفر بن محمد که از اوضاع و شرایط آگاه بود، عبدالله بن حسن را از ادعاهای سیاسی بازداشت، ولی او نپذیرفت و ادعای مهدویت پسر خود را دنبال کرد. در واقع وجود روایات اسلامی در باب مهدی و شرایط اجتماعی جامعه اسلامی، گرایش به مهدی را در میان مردم به وجود آورده و زمینه قیام نفس زکیه را فراهم کرده بود، اما برخلاف محبوبیت نفس زکیه و پدرش عبدالله هیچکدام با قدرت عمل نکردند و به عباسیان اجازه دادند تا ابتکار عمل را به دست بگیرند. اینان تماشاگر تحول بزرگ و سقوط بنی امیه بودند. در حقیقت همه عناصر لازم برای انقلابی موفقیت آمیز وجود داشت و تنها مسئله، ضربه و عمل اول بود و هرکس ضربه نخست را میزد جایزه را میبرد. در این میان، منصور وارد عمل شد و چون به خلافت رسید، هدفی جز یافتن محمد بن عبدالله نداشت. وی جاسوسانی بر این پدر و پسر گمارد. از یک یک بنی هاشم از احوال آن دو خبر میگرفت. او حتی چندین بار کارگزاران خود بر مدینه را به دلیل کوتاهی در دستگیری محمد بن عبدالله عزل کرد. 
نفس زکیه در حجاز متواری بود و کسی به او دست نمی یافت. منصور دستور دستگیری عبدالله بن حسن را صادر کرد و او را شکنجه کرد، ولی این تلاش ها بی ثمر بود در همه جا آوازه نفس زکیه طنین انداز گردید. در حجاز جز اندکی همه مشتاق قیام وی بودند. مالک بن انس، رئیس مذهب مالکی مردم را به حمایت از نفس زکیه فراخواند و زیدیه و معتزله کوفه و بصره نیز اعلام همکاری کردند. سرانجام نفس زکیه در ماه جمادی الاخر سال ۱۴۵ ه.ق مردم مدینه را به سوی خود فراخواند و مردم حجاز بی درنگ با وی بیعت کردند. منصور نامه‌ای به او نوشت و با وعده امان و یک میلیون درهم درصدد فریفتن وی برآمد، اما وعده‌های او کارساز نبود. به هر روی، در ۱۴ رمضان سال ۱۴۵.ه نبرد شدیدی میان هواداران محمد و سپاه عباسی درگرفت و محمد در حین پیکار کشته شد.
با از میان رفتن وی، جعفر صادق مرکز عمده بیعت شیعیان، خصوصاً در جنوب عراق گردید، و امامت او شالوده ادامه حیات شیعه، در دو شاخه اصلی دوازده‌امامی و اسماعیلی شد؛ حال آنکه شیعیان زیدی همچنان به پیروی از امامان خود ادامه دادند.